# Dirección General de Análisis Económico
La Dirección General de Análisis Económico de España es el órgano directivo del Ministerio de Economía, Comercio y Empresa, adscrito a la Secretaría de Estado de Economía y Apoyo a la Empresa, encargado del estudio y control de los parámetros macroeconómicos de la economía española.

## Historia
El origen de la Dirección General se encuentra en 2008, cuando la Subdirección General de Análisis Macroeconómico de la Dirección General de Política Económica fue elevada de rango y recibió la denominación de Dirección General de Análisis Macroeconómico y Economía Internacional. Originalmente fue estructurada mediante tres subdirecciones generales: de Análisis Coyuntural y Previsiones Económicas, de Economía Internacional, y de Análisis y Modelización Macroeconómica,
Con motivo de la presidencia española del Consejo de la Unión Europea para el periodo de enero a junio de 2010, en agosto de 2009 se autorizó al Ministerio de Economía y Hacienda para que, si lo considerase conveniente, nombrase director general a un funcionario del Banco de España con suficiente experiencia.
A finales de 2011, el órgano directivo asumió las funciones de la Dirección General de Financiación Internacional, excepto aquellas correspondientes a la coordinación de la política de España ante el Fondo Monetario Internacional y el Banco Europeo de Inversiones que asumió la Secretaría General del Tesoro y Política Financiera. Tras esta reforma, se estructuró a través de las subdirecciones generales de Análisis Coyuntural y Previsiones Económicas, de Análisis Macroeconómico y Coordinación Internacional, de Instituciones Financieras Multilaterales, y de Economía y Financiación Internacional.
En 2014 se produce otra profunda reforma, que le retira diversas funciones en favor de la Secretaría General del Tesoro y de la Dirección General del Tesoro. En este sentido, la Secretaría general asume las funciones relativas a la financiación externa de la Unión Europea, el control de los fondos a través de los cuales España oferta financiación, y funciones relativas al Club de París, que son asumidas directamente por la mencionada Dirección general a través de la Subdirección General de Economía y Financiación Internacional.
En 2018 fue renombrada como Dirección General de Análisis Macroeconómico y se redujeron sus funciones, pues la Secretaría general del Tesoro asumió las funciones ejercidas por la Subdirección General de Instituciones Financieras Multilaterales.
En 2024 fue renombrada como Dirección General de Análisis Económico, manteniendo estructura y funciones, si bien perdió algunas competencias en materia de representación del país e interlocución en foros internacionales en materia económica, que asumió la recién restablecida Dirección General de Financiación Internacional.

## Estructura y funciones
De la Dirección General dependen los siguientes órganos:
- La Subdirección General de Previsiones Económicas, a la que le corresponde:
  - La elaboración de las previsiones macroeconómicas oficiales del Gobierno de la Nación relativas a la economía española que acompañan a los Presupuestos Generales del Estado, al Plan Presupuestario y al Programa de Estabilidad, así como de las previsiones de la zona euro y de las principales economías del entorno internacional.
  - La elaboración de previsiones de los principales indicadores coyunturales de actividad, empleo y precios para la economía española.
  - La elaboración de notas periódicas y de informes oficiales en el marco presupuestario nacional e internacional, en particular el Informe de Situación de la Economía Española, que acompaña a la propuesta de fijación del techo de gasto del Estado y de los objetivos de estabilidad presupuestaria y de deuda pública. La elaboración de los capítulos sobre situación económica, previsiones macroeconómicas y análisis de la orientación de la política fiscal que acompañan al Proyecto de Presupuestos Generales del Estado y al Plan Presupuestario.
  - El mantenimiento y la explotación de bases de datos de indicadores económicos a nivel regional, nacional e internacional.
  - La elaboración de las operaciones estadísticas asignadas por el Plan Estadístico Nacional a la Secretaría de Estado de Economía y Apoyo a la Empresa, así como la interlocución con el Instituto Nacional de Estadística en el desarrollo de dicho Plan y en la propuesta de nuevas operaciones o mejora de las existentes.
- La Subdirección General de Análisis Económico y Coordinación Internacional, a la que le corresponde:
  - El análisis de las tendencias a medio y largo plazo de la economía española, así como de los principales desequilibrios macroeconómicos, con especial atención tanto a los retos relacionados con la evolución de la productividad y de la competitividad de la economía española, como a los principales indicadores del ciclo financiero.
  - El desarrollo y la adaptación de instrumentos cuantitativos y modelos orientados al análisis estructural y a la simulación ex ante y evaluación ex post del impacto de medidas de políticas públicas.
  - La representación del Reino de España en el Comité de Política Económica de la Unión Europea y en sus grupos de trabajo, participando en los trabajos del Consejo de Asuntos Económicos y Financieros de la Unión Europea (Consejo ECOFIN) y del Eurogrupo.
  - El estudio de la incidencia regional de las directrices de política económica y de la evolución de las divergencias macroeconómicas territoriales, a efectos de analizar la vertebración territorial, así como de la incidencia de las variaciones de precios autorizados.
  - La preparación de proyectos normativos en las materias de competencia de la Dirección General de Análisis Macroeconómico.
- La División de Modelización y Armonización de Metodología, a la que le corresponde el desarrollo y la adaptación de instrumentos cuantitativos orientados a la previsión y al seguimiento de la coyuntura económica.

Ambas subdirecciones generales, en el ámbito de sus competencias, asumen la coordinación y elaboración del Programa de Estabilidad, conforme a lo establecido en el Código de Conducta del Pacto de Estabilidad y Crecimiento y la interlocución del Reino de España ante la Comisión Europea en el marco del Semestre Europeo. Por otra parte, tanto la Subdirección General de Análisis Económico y Coordinación Internacional como la División de Modelización y Armonización de Metodología se encargan, en el ámbito de sus respectivas competencias, de la evaluación y cuantificación del impacto económico y sobre la sostenibilidad de la deuda de medidas de política económica, incluyendo, en su caso, las medidas incorporadas en el Programa Nacional de Reformas.

## Directores generales
- Álvaro Sanmartín Antelo (2008-2009)
- Ángel Estrada García (2009-2012)
- Alberto Soler Vera (2012-2014)
- Jorge Dajani González (2014-2016)
- Pilar Mas Rodríguez (2016-2020)
- Carlos Cuerpo Caballero (2020-2021)
- Víctor Ausín Rodríguez (2021-2024)[10]
- Eduardo Aguilar García (2024-presente)[11]

## Presupuesto
La Dirección General de Análisis Económico tiene un presupuesto asignado de 2 547 980 € para el año 2019. De acuerdo con los Presupuestos Generales del Estado de 2018, prorrogados para 2019, la dirección general participa en dos programas:
| Nº Programa                               | Programa                                                | Dotación    | Ref.   |
| ----------------------------------------- | ------------------------------------------------------- | ----------- | ------ |
| 923P                                      | Relaciones con Instituciones Financieras Multilaterales | 163 610 €   |        |
| 931M                                      | Previsión y política económica                          | 2 384 370 € | [ 12 ] |
| Total presupuesto de la Dirección General | Total presupuesto de la Dirección General               | 2 547 980 € |        |